# 庐山仙人洞
《庐山仙人洞》是江青於1961年第二次庐山会议期間於仙人洞拍攝的攝影作品。

## 背景
仙人洞位于庐山牯岭西侧海拔1049米處，相传唐代吕洞宾在此洞修炼成仙。第一次廬山會議後毛澤東请著名摄影家石少华教江青摄影，1961年陪同毛澤東參加第二次庐山会议的江青在此期间拍摄了很多照片，但最後公开发表的只有拍摄于第二次庐山会议期间的《庐山仙人洞》和毛澤東在庐山含鄱口的坐像《世界人民心中最红最红的红太阳毛主席》。

## 内容
《庐山仙人洞》是银盐纸基材质，尺寸为27×22cm 11×9in，从仙人洞前石护栏的角度取景，画面是远望西北方的锦绣峰的景观，照片的上方有蟾蜍石的数丛古松疏影，左下方为锦绣峰的白鹿升仙台以及台上的御碑亭的黑影，畫面中间的则为大片黄昏时的阴暗云层。照片最後發表在《新摄影》1968年第一期作为封二作品。

## 影響
1961年9月9日，毛泽东为這張照片赋诗《七绝·为李进同志题所摄庐山仙人洞照》，从1961年起，江青以李云鹤和李进的笔名發表的多幅风景摄影作品连续入选四届国家影展，是每届国展单人入选作品最多的摄影家之一。在摄影的用光上，江青推崇逆光和侧逆光，在视觉的表达上，江青推行“高、大、全”，这些攝影语言语法对中國大陸的摄影界有很大的影響。

## 拍賣
2013年11月16日下午，《庐山仙人洞》在北京华辰秋季拍卖会上以1万元起拍，最终以34万元的高价拍出。

## 軼事
文化大革命的大串聯期間，大量红卫兵前往仙人洞留影，很多人拔下照片中所攝松樹的松针夹在红宝书中带走，對松樹造成很大破壞，廬山景區的工作人员挑来黄土培在松樹根部的石缝中，成功讓原本發黃搖動的松樹返青。